# Henrik Gustaf von Wahrendorff
Henrik Gustaf von Wahrendorff, född den 25 maj 1806 på Åkers bruk i Åkers socken, Södermanlands län, död den 17 februari 1881 i Stockholm, var en svensk ämbetsman. Han var sonson till Joachim Daniel Wahrendorff.
von Wahrendorff blev student vid Uppsala universitet 1822. Efter tjänstgöring som extra ordinarie kanslist i kungliga kansliet blev han kammarjunkare 1828 och senare kammarherre. von Wahrendorff  blev registrator vid Kunglig Majestäts orden 1854. Han beviljades avsked från registratorsämbetet och utnämndes till hovmarskalk 1862. von Wahrendorff ägde fäderneegendomen Skeppsta bruk i Gåsinge socken i Södermanland. Han blev riddare av Nordstjärneorden 1854.